# Hanna Thorwid
Hanna Thorwid, född 1993, är en svensk barnskådespelare. Hon medverkade under våren 2007 i SVT:s programsatsning Bror och syster.

## Filmografi
- 2007 – Bror och syster – Yvonne, 12 år